# Acacia amputata
Acacia amputata är en ärtväxtart som beskrevs av Bruce R. Maslin. Acacia amputata ingår i släktet akacior, och familjen ärtväxter. Inga underarter finns listade i Catalogue of Life.